# Лі Джон Сік
У цьому корейському імені прізвище (Лі) стоїть перед особовим ім'ям.
Лі Джон Сік (кор. 이정식, 李正植, I Jeong-sik, Lee Jung-sik, 17 травня 1985) — корейський біатлоніст, учасник чемпіонатів світу з біатлону та кубка світу.

## Кар'єра в Кубку світу
- Дебют в кубку світу — 4 січня 2007 року в естафеті в Обергофі — 21 місце.

Лі вперше взяв участь в Кубках світу в 2007 році, де провів 2 естафтні гонки. Наступний його виступ відбувся лише через 3 роки і знову ж в естафетній гонці. Першою ж його особистою гонкою стала індивідуальна гонка, що проходола в рамка  чемпіонату світу з біатлону 2011 року в Ханти-Мансійську, де він показав 103 час.

## Виступи на чемпіонатах світу
| Рік  | Міце проведення | Інд | Спр | Пр | МС | Ест | ЗМ |
| 2011 | Ханти-Мансійськ | 103 | 89  |    |    | 24  | 26 |

## Статистика стрільби
| № п/п | Сезон     | Загальна       | Індивідуальна гонка | Спринт        | Гонка переслідування | Мас-старт   | Естафета       |
| ----- | --------- | -------------- | ------------------- | ------------- | -------------------- | ----------- | -------------- |
| 1     | 2006-2007 | 74,1 %(20/27)  | 0,0 % (0/0)         | 0,0 % (0/0)   | 0,0 % (0/0)          | 0,0 % (0/0) | 74,1 % (20/27) |
| 2     | 2010-2011 | 74,4 % (32/43) | 70,0 % (14/20)      | 90,0 % (9/10) | 0,0 % (0/0)          | 0,0 % (0/0) | 69,2 % (9/13)  |

## Статистика
У таблиці наведено статистику виступів біатлоніста в Кубку світу.
- Місця 1–3: кількість подіумів
- Чільна 10: кількість фінішів у першій десятці
- В очках: кількість виступів, на яких біатлоніст здобував очки
- Старти: кількість стартів
- Естафета: включно зі змішаною

| Місця                              | Індивід. | Спринт | Персьют | Мас-старт | Естафета | Разом |
| ---------------------------------- | -------- | ------ | ------- | --------- | -------- | ----- |
| 1                                  |          |        |         |           |          |       |
| 2                                  |          |        |         |           |          |       |
| 3                                  |          |        |         |           |          |       |
| Чільна 10                          |          |        |         |           |          |       |
| В очках                            |          |        |         |           |          |       |
| Стартів                            | 1        | 1      |         |           | 5        | 7     |
| Станом на: кінець сезону 2010/2011 |          |        |         |           |          |       |

## Виноски
1. ↑  В дужках наведена кількість влучних пострілів та загальна кількість пострілів. В статистиці стрільби рахуються постріли, які здійснив біатлоніст на етапах кубка світу та чемпіонаті світу